# Bulbophyllum longipetalum
Bulbophyllum longipetalum là một loài phong lan thuộc chi Bulbophyllum.